# Estação Ferroviária de Vila da Feira
A Estação Ferroviária de Vila da Feira (nome anteriormente grafado como "Villa"), por vezes referida apenas como da Feira, é uma interface da Linha do Vouga, que serve a cidade de Santa Maria da Feira, no Distrito de Aveiro, em Portugal.

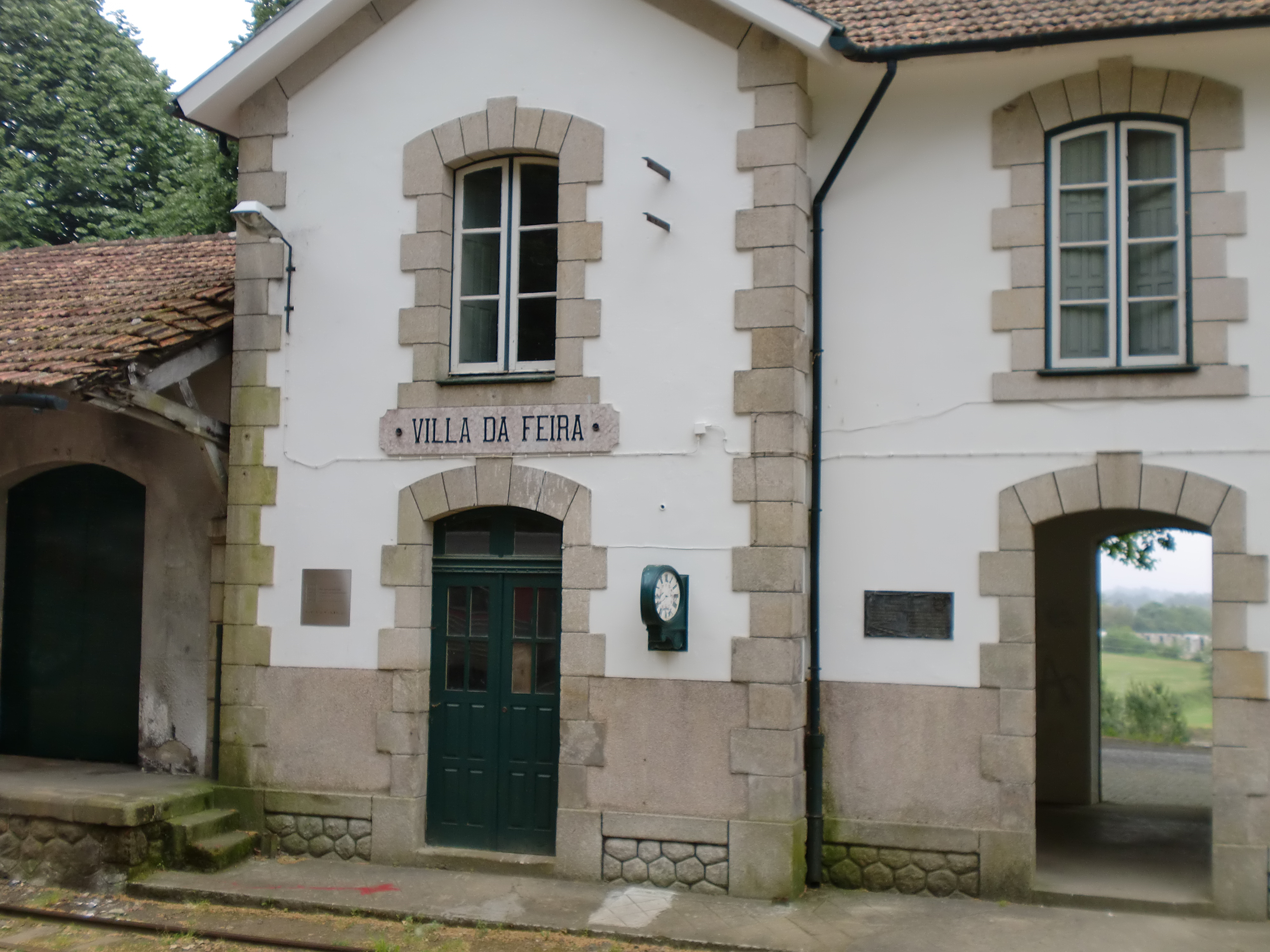
Estação de Vila da Feira, em 2010.

## Descrição

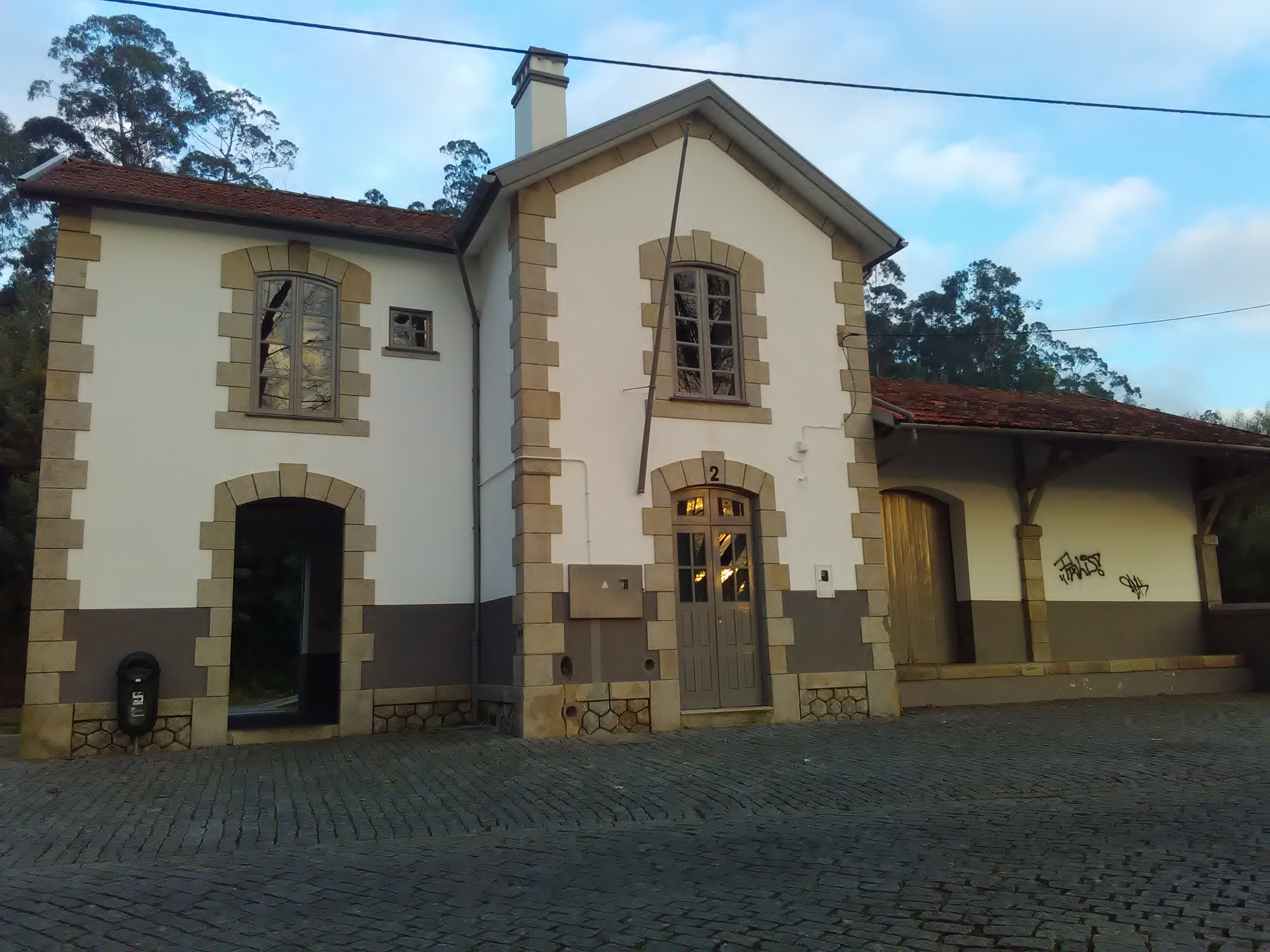
Vista exterior do edifício da estação da Vila da Feira.

### Localização e acessos
Esta gare tem acesso pela Rua Linha do Vouga, junto à localidade de Santa Maria da Feira.

### Infraestrutura
A superfície dos carris (plano de rolamento) ao PK 19+500 situa-se à altitude de 16 200 cm acima do nível médio das águas do mar. O edifício de passageiros situa-se do lado poente da via (lado direito do sentido ascendente, a Viseu).

### Serviços
Em dados de 2022, esta interface é servida por comboios de passageiros da C.P. de tipo regional, com oito circulações diárias em cada sentido, entre Espinho-Vouga e Oliveira de Azeméis.

## História

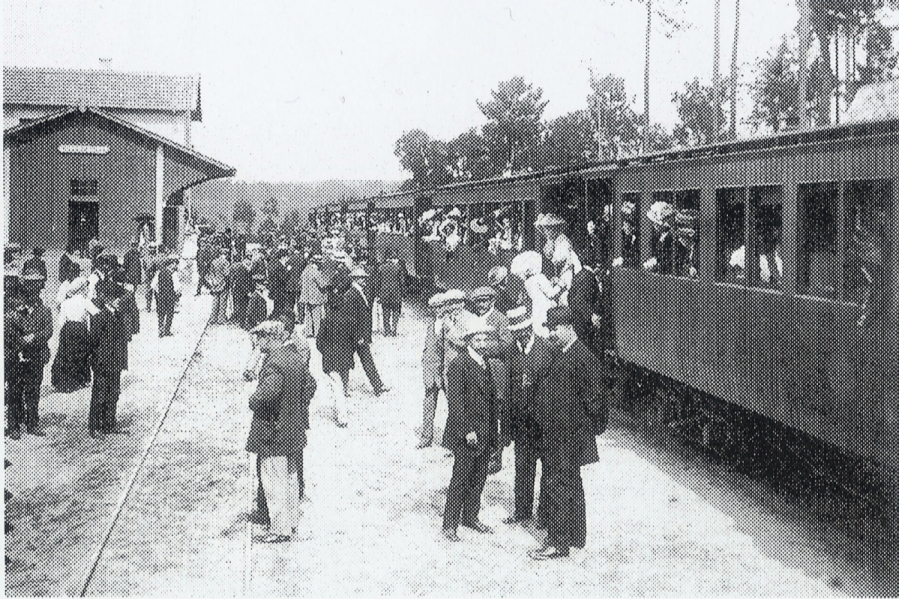
Inauguração da estação de Vila da Feira, em 21 de Dezembro de 1908.

Em 1889, Frederico Pereira Palha foi autorizado a construir um caminho de ferro de via estreita de Espinho a Torredeita, na Linha do Dão, com passagem pela Vila da Feira. No ante-projecto para o troço entre Espinho e o Rio Caima do Caminho de Ferro do Valle do Vouga, apresentado ao governo em 1894, planeou-se que a segunda secção fosse de Paços de Brandão até à Vila da Feira, enquanto que a secção seguinte seria daqui a São João da Madeira. Previa-se que esta estação, então denominada de Villa da Feira, ficaria situada entre aquela povoação e Sanfins, a cerca de 700 m de distância da Misericórdia. Devido às dificuldades em fazer o caminho de ferro subir até São João da Madeira, não se pôde aproximar mais a estação da vila, mas em compensação serviria melhor as aldeias de Sanfins, Escapães e outras.

Em Junho de 1908, foi anunciado que o primeiro lanço da Linha do Vouga, entre Espinho e Vila da Feira, seria inaugurada no mês seguinte, mas acabou por ser inaugurada em 21 de Dezembro desse ano, em conjunto com o troço seguinte, até Oliveira de Azeméis.